# 야쿠프 키비오르
야쿠프 피오트르 키비오르(폴란드어: Jakub Piotr Kiwior, 2000년 2월 15일~)는 폴란드의 축구 선수로, 현재 잉글랜드 프리미어리그의 아스널에서 센터백으로 뛰고 있다.